# 모러헐롬구

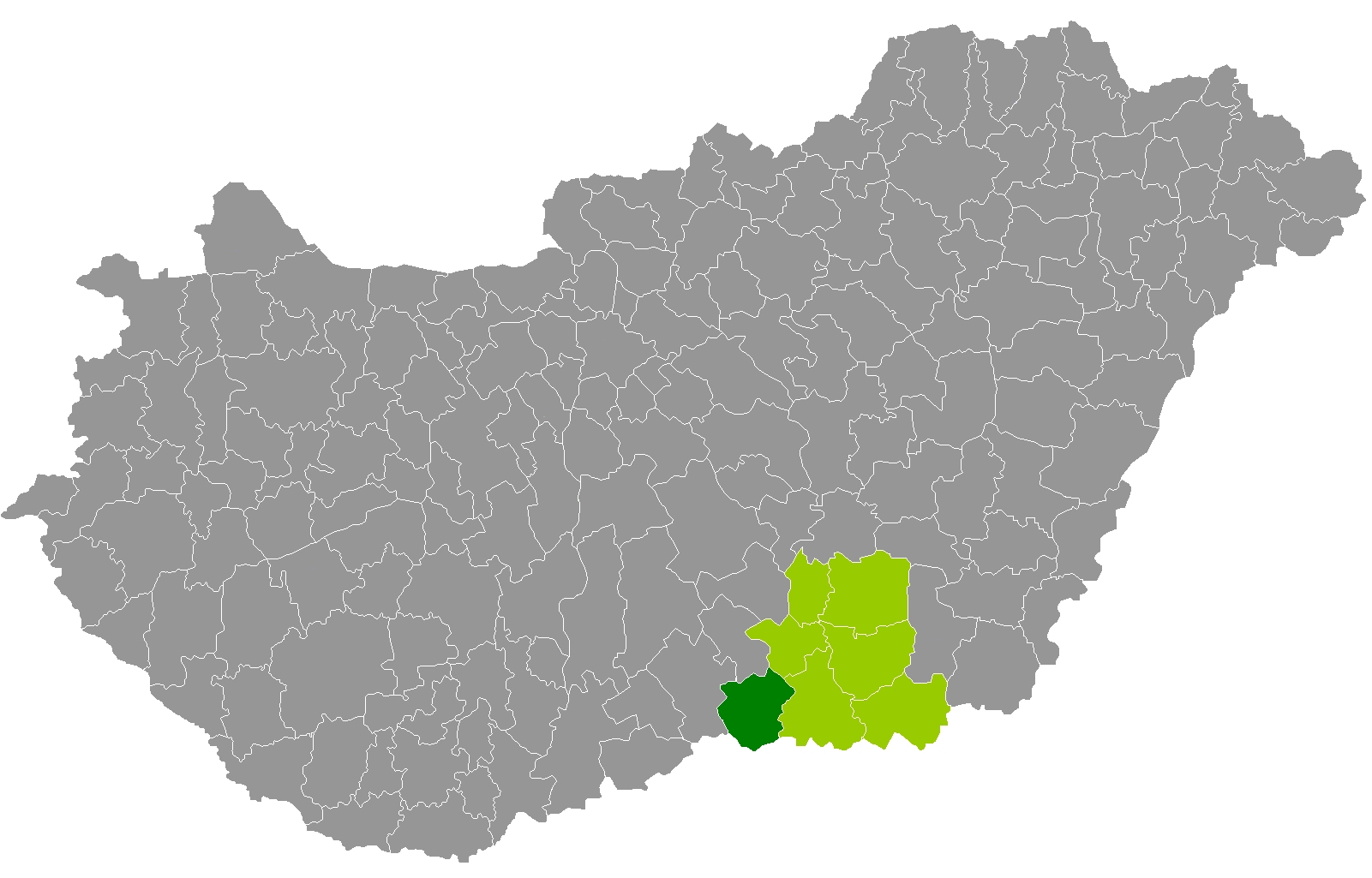
촌그라드처나드주 지도에 표시된 모러헐롬구의 위치

모러헐롬구(헝가리어: Mórahalmi járás)는 헝가리 촌그라드처나드주에 위치한 구로 구청 소재지는 모러헐롬이며 면적은 561.71km2, 인구는 28,986명(2011년 기준), 인구 밀도는 52명/km2이다.
서쪽으로는 바치키슈쿤주 키슈쿤헐러시구, 북쪽으로는 키슈텔레크구, 바치키슈쿤주 키슈쿤머이셔구, 동쪽으로는 세게드구와 접하며 남쪽으로는 세르비아와 국경을 접한다. 10개 지방 자치체(1개 시, 9개 마을)를 관할한다.

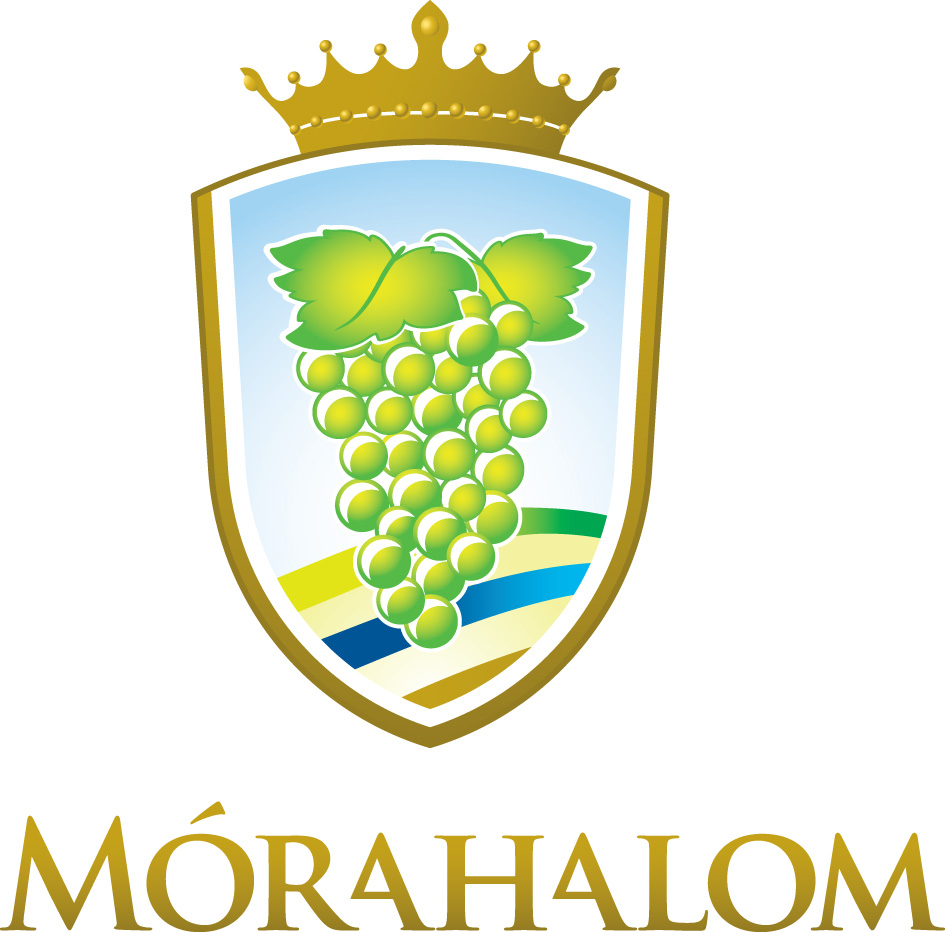
구 문장